# William Barrymore
Pour l’article homonyme, voir Barrymore.
William Barrymore, de son vrai nom Elia Bulakh, quelquefois appelé Boris Bullock pendant un tournage, est un acteur américain né le 17 août 1899 en Russie, et mort le 23 avril 1979 en Californie. Il est le père de Dick Barrymore, avec sa femme Blanche Fowler.

## Filmographie
- 1925 : The Range Terror de William J. Craft
- 1925 : Don X
- 1925 : Ridin' Wild
- 1926 : The Grey Vulture
- 1926 : Twin Six O'Brien
- 1926 : Lawless Trails
- 1926 : Pony Express Rider (en)
- 1926 : The Millionaire Orphan
- 1926 : The Secluded Roadhouse
- 1926 : Prince of the Saddle
- 1927 : The Grey Streak
- 1927 : Racing Romance
- 1927 : The Border Cavalier
- 1927 : The Mansion of Mystery
- 1928 : Triple Pass
- 1928 : The Battling Bookworm
- 1928 : Across the Plains
- 1928 : Where the West Begins
- 1928 : The Thrill Chaser
- 1929 : Midnight on the Barbary Coast
- 1932 : Forgotten Commandments
- 1933 : The Fighting Cowboy
- 1934 : The Whirmwind Rider
- 1934 : The Rawhide Terror (en) de Bruce M. Mitchell
- 1934 : Lightning Range
- 1934 : Rawhide Romance